# Красицкие

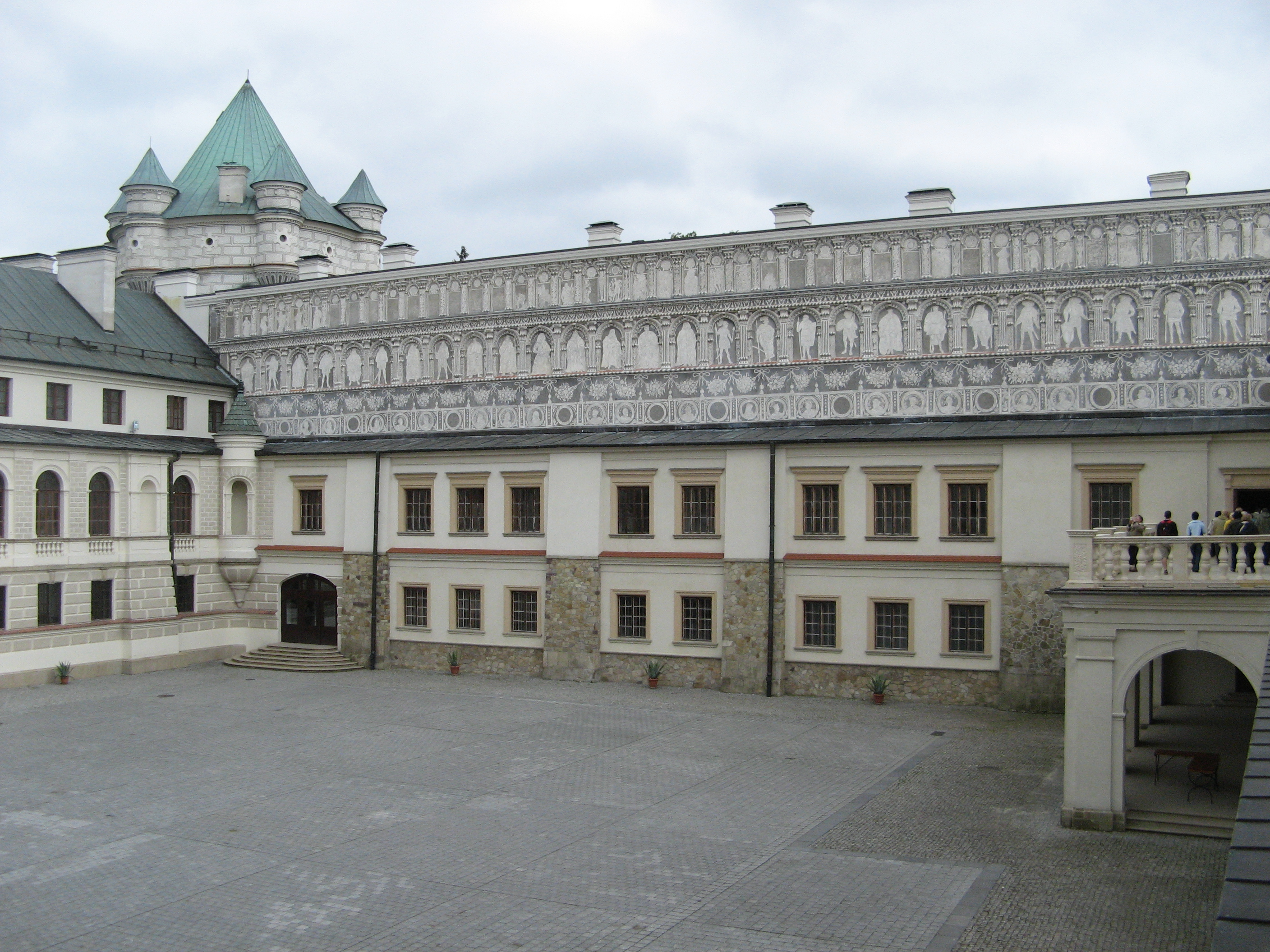
Ренессансный дворец Красицких в Красичине

Красицкие (пол. Krasiccy herbu Rogala) — польский графский род герба Рогаля.

## Происхождение и история рода
Происходит от древнего рода Сецинских, в земле Мазовецкой, и принявший фамилию Красицкий в середине XVI века.
Род графов Красицких был внесён в V часть родословной книги Волынской и Минской губерний Российской империи.

## Известные представители рода
Мартин Красицкий (умер в 1634), подольский воевода, был польским послом при дворе германского императора Фердинанда II, который возвёл род Красицких в графское достоинство Римской империи (1331). Шестеро Красицких были в XVI — XVIII века каштелянами. Из рода Красицких — Игнатий Красицкий (1735—1801) — гнезненский архиепископ. Граф Игнатий (умер в 1849), великий галицийский подкоморий — нумизмат и археолог, а граф Александр (умер в 1883) — генеалог.